# 오클랜드 대학교 (미국)
오클랜드 대학교(영어: Oakland University, OU)는 마틸다 닷지 윌슨(Matilda Dodge Wilson)과 존 A. 한나(John A. Hannah)가 설립한 공립 대학이다. 캠퍼스는 미국 미시간주 오클랜드 군에 위치해 있고, 그 규모는 1,500에이커 (6.1 km2)이다.